# ناحیه معین
ناحیهٔ معین (به عربی: مدیریة معین) یک ناحیه در یمن است که در صنعا واقع شده‌است. ناحیهٔ معین ۲۶۵٬۲۶۹ نفر جمعیت دارد.